# La zona gris
The Grey Zone, conocida en español como La zona gris, es una película del año 2001 dirigida por Tim Blake Nelson y protagonizada por David Arquette, Steve Buscemi, Harvey Keitel, Mira Sorvino y Daniel Benzali. Está basada en el libro Auschwitz: A Doctor's Eyewitness Account, escrito por Miklós Nyiszli, acerca del holocausto nazi. 
El nombre de la película proviene de un capítulo del libro Los hundidos y los salvados de Primo Levi, un escritor italiano superviviente de Auschwitz. La película cuenta la historia del sonderkommando judío XII en un campo de concentración de Auschwitz en octubre de 1944. Estos prisioneros eran obligados a ayudar a los guardias a llevar a las víctimas hacia las cámaras de gas.

## Argumento
El 7 de octubre de 1944, los sonderkommandos judíos (los prisioneros mantenidos separados del resto y que trabajaban en la operación de las cámaras de gas y hornos crematorios) de Auschwitz organizaron un levantamiento. El sentimiento de culpa de estos hombres, que además reciben un 'trato de favor' por parte de los nazis, les llevará a plantearse un motín como forma de redención. Las prisioneras habían logrado extraer explosivos de una fábrica de armas y los utilizaron para destruir parcialmente el crematorio IV y tratar de escapar en la confusión. Los 250 prisioneros fueron capturados e inmediatamente ejecutados.

## Comentarios
El guion se basa parcialmente en la novela autobiográfica de Miklos Nyiszli, Auschwitz: a doctor's eyewitness account, un médico judío que participó en los experimentos de Josef Mengele bajo presión de mantener con vida a su mujer e hija. También se percibe la influencia del texto de Primo Levi Los hundidos y los salvados, uno de cuyos capítulos se titula precisamente «La zona gris».
Los barracones y hornos crematorios se reconstruyeron específicamente para la película.
Fue rodada en Bulgaria.

## Reparto
- David Arquette - Hoffman
- Steve Buscemi - "Hesch" Abramowics
- David Chandler - Rosenthal
- Allan Corduner - Doctor Miklos Nyiszli
- Daniel Benzali - Schlermer
- Mira Sorvino - Dina
- Natasha Lyonne - Rosa
- Michael Stuhlbarg - Cohen
- Harvey Keitel - SS-Oberscharfuhrer Eric Muhsfeldt
- Kamelia Grigorova - la chica
- Velizar Binev - SS-Oberscharfuhrer Moll
- Lee Wilkof- hombre con reloj